# エリザベット・パラディ
エリザベット・パラディ（フランス語: Élisabeth Paradis, 1992年7月15日 - ）は、カナダ出身の女性フィギュアスケート選手(アイスダンス)。パートナーはフランソワ＝グザヴィエ・ウェレットなど。
2016年カナダ選手権3位。

## 経歴
2007-2008シーズンから3シーズン、トリスタン・ラリベルテと組んで試合に出場。2009年カナダ選手権のノービスクラスで銀メダルを獲得した。
2010-2011シーズンから、フランソワ＝グザヴィエ・ウェレットとカップルを結成し試合に出場。2012-2013シーズンからはシニアクラスへ上がった。
2013-2014シーズン、初めての国際大会となるニース杯で5位。カナダ選手権では8位となった。
2014-2015シーズン、キャシー・リード/クリス・リード組が出場辞退したことにより、スケートアメリカに追加招待された。そこでは4位となった。カナダ選手権では5位に入り、初めてのナショナルチーム入りを決めた。
2015-2016シーズン、USインターナショナルクラシックで3位となり、初めて国際大会のメダルを手にした。カナダ選手権では、SD4位から5.27点差をひっくり返し、銅メダルを獲得。初の四大陸選手権と世界選手権代表に選出された。四大陸選手権のSDでは、世界選手権出場に必要なミニマムスコアを獲得し6位。FDでは演技中に衣装のホックが外れたため、ダンススピンを行うことができなかった。演技再開後はダイアゴナルステップシークエンスを含め、全てのエレメンツでレベル4を獲得。最終盤のコレオリフトをダンススピンに急遽変更した。その結果FDで自己ベストを更新し、総合順位をSDから落とさなかった。
2016年9月17日、ウェレットとのカップル解消を発表した。

## 主な戦績
| 大会/年            | 2010-11 | 2011-12 | 2012-13 | 2013-14 | 2014-15 | 2015-16 |
| ------------------ | ------- | ------- | ------- | ------- | ------- | ------- |
| 世界選手権         |         |         |         |         |         | 23      |
| 四大陸選手権       |         |         |         |         |         | 6       |
| カナダ選手権       | 5 J     | 6 J     | 7       | 8       | 5       | 3       |
| GPスケートカナダ   |         |         |         |         | 7       | 8       |
| GPスケートアメリカ |         |         |         |         | 4       |         |
| CS USクラシック    |         |         |         |         |         | 3       |
| CSネーベルホルン杯 |         |         |         |         | 5       |         |
| ニース杯           |         |         |         | 5       |         |         |

- Jはジュニアクラス

### 詳細
| 2015-2016 シーズン       |                                                                                |          |          |          |
| 開催日                   | 大会名                                                                         | SD       | FD       | 結果     |
| 2016年3月26日 - 4月3日   | 2016年世界フィギュアスケート選手権（ボストン）                                 | 23 51.94 | -        | 23 51.94 |
| 2016年2月16日 - 21日     | 2016年四大陸フィギュアスケート選手権（台北）                                   | 6 60.15  | 7 86.79  | 6 146.94 |
| 2016年1月18日 - 24日     | カナダフィギュアスケート選手権（ハリファックス）                               | 4 63.03  | 3 102.80 | 3 165.83 |
| 2015年10月30日 - 11月1日 | ISUグランプリシリーズ スケートカナダ（レスブリッジ）                           | 8 47.77  | 7 83.28  | 8 131.05 |
| 2015年9月16日 - 20日     | ISUチャレンジャーシリーズ USインターナショナルクラシック（ソルトレイクシティ） | 2 51.58  | 3 85.32  | 3 136.90 |

| 2014-2015 シーズン       |                                                                  |         |         |          |
| 開催日                   | 大会名                                                           | SD      | FD      | 結果     |
| 2015年1月19日 - 25日     | カナダフィギュアスケート選手権（キングストン）                   | 4 61.50 | 4 96.33 | 5 157.83 |
| 2014年10月31日 - 11月2日 | ISUグランプリシリーズ スケートカナダ（ケロウナ）                 | 8 50.35 | 5 84.13 | 7 134.48 |
| 2014年10月24日 - 26日    | ISUグランプリシリーズ スケートアメリカ（シカゴ）                 | 8 52.11 | 4 85.19 | 4 137.30 |
| 2014年9月24日 - 27日     | ISUチャレンジャーシリーズ ネーベルホルン杯（オーベルストドルフ） | 5 47.62 | 5 80.43 | 5 128.05 |

| 2013-2014 シーズン    |                                          |         |         |          |
| 開催日                | 大会名                                   | SD      | FD      | 結果     |
| 2014年1月9日 - 15日   | カナダフィギュアスケート選手権（オタワ） | 8 52.59 | 5 91.21 | 8 143.80 |
| 2013年10月23日 - 27日 | 2013年ニース杯（ニース）                 | 6 45.70 | 4 81.70 | 5 127.40 |

| 2012-2013 シーズン   |                                            |         |         |          |
| 開催日               | 大会名                                     | SD      | FD      | 結果     |
| 2013年1月13日 - 20日 | カナダフィギュアスケート選手権（ミシサガ） | 6 51.20 | 7 81.63 | 7 132.83 |

| 2011-2012 シーズン   |                                                             |         |         |          |
| 開催日               | 大会名                                                      | SD      | FD      | 結果     |
| 2012年1月16日 - 22日 | カナダフィギュアスケート選手権 ジュニアクラス（モンクトン） | 5 52.72 | 5 71.18 | 6 124.58 |

| 2010-2011 シーズン   |                                                             |         |         |          |
| 開催日               | 大会名                                                      | SD      | FD      | 結果     |
| 2011年1月20日 - 23日 | カナダフィギュアスケート選手権 ジュニアクラス（ビクトリア） | 6 47.36 | 5 67.28 | 5 114.64 |

## プログラム使用曲
| シーズン  | SD | FD                                                                                          | EX                                                                                   |
| --------- | --- | ------------------------------------------------------------------------------------------- | ------------------------------------------------------------------------------------ |
| 2015-2016 | Lost Kill 曲：アヌーク                                                                                                  | 明日に架ける橋 曲：サイモン&ガーファンクル カール・ヒューゴの音楽                           |                                                                                      |
| 2014-2015 | パソドブレ：Marcarenas フラメンコ：Eclipse de Luna                                                                      | Un peu plus haut 曲：ジャン＝ピエール・フェルラン Composition by Karl-Hugo van de Kerckhove | 映画『ゴッドファーザー』より 作曲：ニーノ・ロータ ボーカル：キャサリン・ジェンキンス |
| 2013-2014 | フォックストロット：He Loves and She Loves 演奏：Ballroom Orchestra クイックステップ：The Ballroom Blitz 曲：スウィート | 映画『ゴッドファーザー』より 作曲：ニーノ・ロータ ボーカル：キャサリン・ジェンキンス        |                                                                                      |
| 2012-2013 | ワルツ：Come away with me 曲：ノラ・ジョーンズ ポルカ：Black Horse and the Cherry Tree 曲：KTタンストール               | 運命の鐘 ラン・ライク・ヘル 曲：ピンク・フロイド                                            |                                                                                      |
| 2011-2012 | Black Magic Woman Oye Como Va 曲：カルロス・サンタナ                                                                    | ハートブレイク・ホテル ブルー・スエード・シューズ ボーカル：エルヴィス・プレスリー          |                                                                                      |
| 2010-2011 | ワルツ：She's Always a Woman                                                                                            | 素敵なあなた 作曲：ショロム・セクンダ                                                       |                                                                                      |